# Balmedie

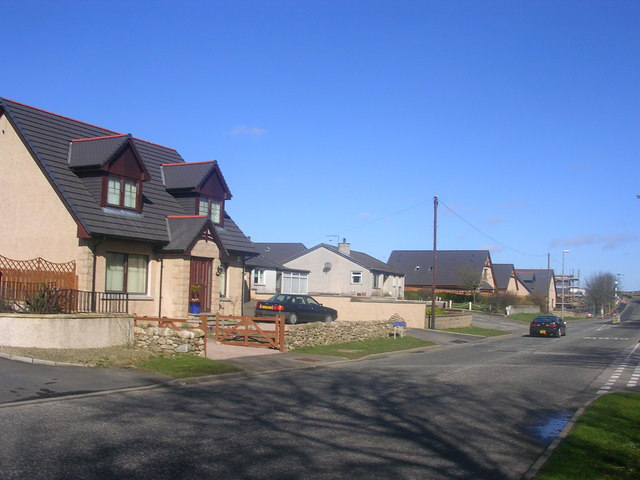
Gata i Balmedie.

Balmedie (skotsk gaeliska: Baile Mheadhain) är en ort i kommunen Aberdeenshire i Skottland, belägen cirka 1 mil norr om Aberdeen. Folkmängden uppgick till 2 520 invånare 2012, på en yta av 0,93 km². Cirka 3 kilometer norr om Balmedie ligger 
Menie estate med MacLeod House där Donald Trump driver en golfanläggning.